# امیل کنستانتینسکو
امیل کنستانتینسکو (تلفظ رومانیایی: [eˈmil konstantiˈnesku] () رومانیایی: Emil Constantinescu؛ زادهٔ ۱۹ نوامبر ۱۹۳۹) یک سیاست‌مدار، و زمین‌شناس اهل رومانی است؛ که از سال ۱۹۹۶ تا ۲۰۰۰ میلادی سومین رئیس‌جمهور رومانی بود